# 4x4 (Miley Cyrus)
4x4 is een nummer van de Amerikaanse zangeres Miley Cyrus en rapper Nelly voor Cyrus' vierde studioalbum Bangerz. Het nummer is geschreven en geproduceerd door Pharrell Williams. Hoewel 4x4 niet uitgebracht werd als single, piekte het wel op positie 41 in de Amerikaanse Billboard chart.

## Hitlijsten
| Hitlijst (2013-2014)                   | Piekpositie |
| -------------------------------------- | ----------- |
| België (Vlaamse Ultratip)              | 35          |
| Canada (Hot Digital Songs)             | 64          |
| Nederland (Nederlandse Single Top 100) | 56          |
| Zuid-Korea (Gaon)                      | 7           |
| Verenigde Staten (Pop Digital Songs)   | 41          |